# Superficie gaussiana

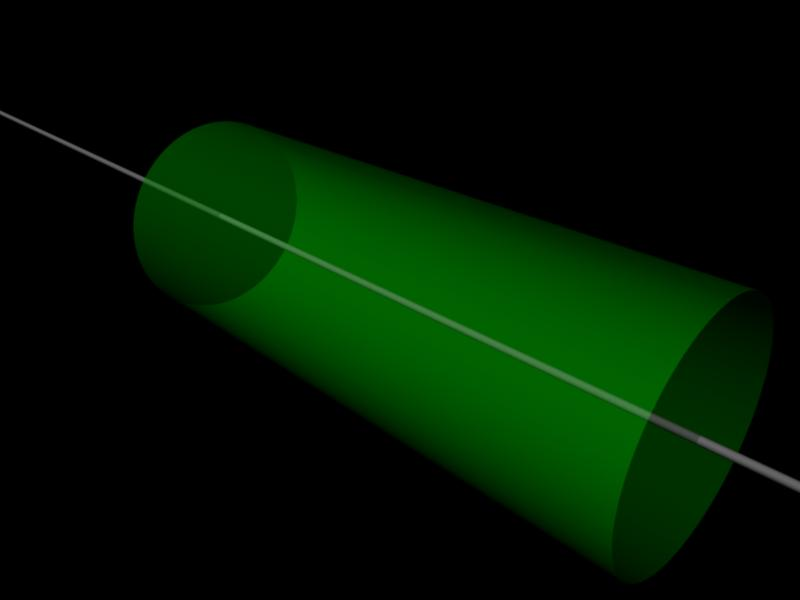
Un cilindro gaussiano è di solito usato per calcolare il campo elettrico di un filo "ideale", cioè infinitamente lungo

Una superficie gaussiana è una qualsiasi superficie geometrica chiusa orientabile, definita nello spazio tridimensionale, attraversata dalle linee di campo di un campo vettoriale, tipicamente il campo elettrico, il campo magnetico o il campo gravitazionale. Questa superficie è usata per calcolare il flusso del campo attraverso di essa, in congiunzione con la legge di Gauss, attraverso il calcolo di un integrale di superficie.
Essendo una superficie scelta arbitrariamente, tipicamente si considera una superficie che sfrutta le simmetrie del campo, al fine di semplificare il calcolo del flusso del campo attraverso di essa. Nel caso di un campo elettrico, la sfera o il cilindro sono superfici gaussiane comunemente scelte per il calcolo del flusso di campo generato, ad esempio da una carica puntiforme per la sfera e da quello generato da un filo conduttore di lunghezza infinita per il cilidro.

Esempi di superfici gaussiane valide (a sinistra) e non valide (a destra). Superfici valide sono le superfici di una sfera, di un toro, e di un cubo. Sono superfici chiuse che racchiudono un volume. Superfici non valide sono le superfici di un disco, di un quadrato e di una semisfera, perché NON racchiudono un volume e hanno confini (in rosso).

## Esempi di superfici gaussiane
Nel caso esemplificativo di calcolo del flusso di un campo elettrico, è comune utilizzare superfici sferiche o cilindriche.

### Superficie sferica
Una superficie sferica viene tipicamente usata per calcolare il flusso di un campo generato da una qualsiasi distribuzione di carica con simmetria sferica, come ad esempio:
- una carica puntiforme
- un guscio sferico uniformemente carico
- una qualsiasi distribuzione di carica volumetrica con simmetria sferica

In questi casi, la superficie sferica viene scelta così da essere concentrica con la distribuzione di carica.

### Superficie cilindrica
Una superficie cilindrica è una scelta tipica nel caso di distribuzioni di carica lineare o superficiale, come nei seguenti casi:
- una linea infinitamente lunga uniformemente carica
- un piano infinito uniformemente carico
- un cilindro infinitamente lungo uniformemente carico

Nel caso di una distribuzione lineare di carica, come un filo infinito e uniformemente carico, la superficie cilindrica è scelta così da essere coassiale al filo. In questo modo, il flusso del campo attraverso le basi del cilindro risulta nullo a causa della direzione radiale delle linee di campo.
Per distribuzioni superficiali di carica invece, la superficie cilindrica è scelta con asse perpendicolare alla superficie stessa, così che il flusso del campo attraverso la superficie curva del cilindro risulti nullo.
Essendo la scelta della superficie gaussiana del tutto arbitraria, nel caso di distribuzioni superficiali di carica è possibile considerare un qualsiasi prisma retto le cui superfici laterali intersechino perpendicolarmente il piano carico, come, ad esempio, un parallelepipedo retto.